# Trichogonia duplicaria
Trichogonia duplicaria är en insektsart som beskrevs av William Lucas Distant 1891. Trichogonia duplicaria ingår i släktet Trichogonia och familjen dvärgstritar. Inga underarter finns listade i Catalogue of Life.